# Liste der Monuments historiques in Doulezon
Die Liste der Monuments historiques in Doulezon führt die Monuments historiques in der französischen Gemeinde Doulezon auf.

## Liste der Bauwerke
| Bezeichnung       | Beschreibung                  | Standort | Kennzeichnung | Schutzstatus | Datum | Bild |
| ----------------- | ----------------------------- | -------- | ------------- | ------------ | ----- | ---- |
| Kirche Notre-Dame | Erbaut ab dem 11. Jahrhundert | (Lage)   | PA00083540    | Classé       | 2002  |      |